# Anknüpfungsgegenstand
Der Anknüpfungsgegenstand (auch: Verweisungsgegenstand) bezeichnet im deutschen Internationalen Privatrecht ein Tatbestandsmerkmal einer Kollisionsnorm.

## Bedeutung
Im Wege der Anknüpfung wird die Verbindung vom Anknüpfungsgegenstand zum Anknüpfungsmoment oder -punkt und damit zur Rechtsfolge (Sachnorm) hergestellt.
So regelte Art. 25 Abs. 1 EGBGB in der bis zum 17. August 2015 geltenden Fassung das anwendbare Recht für den Anknüpfungsgegenstand "Rechtsnachfolge von Todes wegen". Diese "unterlag" (Anknüpfung) "dem Recht des Staates, dem der Erblasser im Zeitpunkt seines Todes angehörte" (Anknüpfungsmoment). War ein österreichischer Staatsangehöriger in Deutschland verstorben, ergaben sich die Rechtsfolgen demnach aus dem österreichischen Erbrecht.
Die Subsumtion eines bestimmten Lebenssachverhalt unter einen Anknüpfungsgegenstand wird methodisch als Qualifikation bezeichnet.